# أفاتار: أسطورة آنغ (الموسم 1)
الكتاب الأول: الماء هو الموسم الأول من آفاتار: أسطورة أنج، وهو مسلسل رسوم متحركة أمريكي من إنتاج استوديوهات نكلوديون. أنشأها مايكل دانتي ديمارتينو وبراين كونيزكو، عرض الموسم الأول لأول مرة على قناة نيكلوديون في 21 فبراير 2005. وتألفت من 20 حلقة واختتمت في 2 ديسمبر 2005. قام ببطولة المسلسل زاك تايلر إيسن، مي وايتمان، جاك ديسينا، دانتي باسكو، دي برادلي بيكر، ماكو إيواماتسو، وجايسون إسحاق كأصوات الشخصيات الرئيسية.
يدور الموسم حول بطل الرواية آنغ وأصدقائه كتارا وسوكا وهم يذهبون في رحلة إلى القطب الشمالي للعثور على سيد لتعليم آنغ وكاتارا تسخير الماء. تشن أمة النار حرباُ إمبريالية لا نهاية لها على ما يبدو ضد مملكة الأرض وقبائل الماء، في أعقاب الإبادة الجماعية لأمة الهواء قبل مائة عام. يجب أن تتقن آنغ، الصورة الرمزية الحالية، العناصر الأربعة (الهواء والماء والأرض والنار) لإنهاء الحرب. على طول الطريق، تمت مطاردة آنغ وأصدقائه من قبل العديد من المطاردين: ناري نيشن الأمير زوكو، جنبًا إلى جنب مع عمه والجنرال السابق أيروه، والأدميرال تشاو من البحرية النارية.
جذبت كل حلقة من الموسم أكثر من مليون مشاهد في أول بث لها. بين 31 يناير 2006 و 19 سبتمبر 2006, تم إصدار خمس مجموعات DVD في الولايات المتحدة، كل منها يحتوي على أربع حلقات من الموسم. في 12 سبتمبر 2006, أصدرت نيكلوديون أيضًا «مجموعة صندوق مجموعة الكتاب الأول الكاملة», والتي تضمنت جميع حلقات الموسم بالإضافة إلى قرص خاص بميزات. تم ترميز الإصدارات الأصلية في المنطقة 1, وهو نوع DVD يتم تشغيله فقط في مشغلات DVD في أمريكا الشمالية. من عام 2007 إلى عام 2009, أصدرت نيكلوديون أقراص DVD للمنطقة 2, والتي يمكن تشغيلها في أوروبا.
الكتاب الأول: الماء تم تكييفه في فيلم حركة حية، ذا لاست إيربندر، من إخراج إم. نايت شيامالان وتم إصداره في عام 2010. تم انتقاد الفيلم عالميا.

## إنتاج
تم إنتاج البرنامج وبثه على قناة نيكلوديون المملوكة لشركة فاياكوم. كان المنتجون التنفيذيون للبرنامج هم المؤلفان المشاركان مايكل دانتي ديمارتينو وبريان كونيتزكو، اللذان عملا جنبًا إلى جنب مع الكاتب الرئيسي والمنتج المشارك آرون إياس. ثماني حلقات من إخراج ديف فيلوني. أخرج مديرا الرسوم المتحركة لورين ماك مولان وجيانكارلو فولبي خمس حلقات لكل منهما، وأخرج أنتوني ليوي اثنتين.
تمت كتابة الحلقات أو شارك في كتابتها فريق من الكتاب، من بينهم نيك ماليس وجون أوبرايان وماثيو هوبارد وجيمس إيجان وإيان ويلكوكس وتيم هيدريك وإليزابيث ويلش. تم تأليف جميع موسيقى العرض من قبل "The Track Team", الذي يتألف من جيريمي زوكرمان وبنجامين وين، الذين كانوا معروفين للمنتجين لأن زوكرمان كان رفيق كونيتزكو في الغرفة. تم تجنيد اثنين من الاستوديوهات الكورية البديلة لتقديم دعم إنتاج الرسوم المتحركة للمسلسل، DR Movie و JM Animation Co.

## الصب
ظهرت معظم الشخصيات الرئيسية في العرض لأول مرة في معظم، إن لم يكن كل، الحلقات الأولى: قدم زاك تايلر آيزن صوت آنج، وماي ويتمان بصوت كاتارا، وجاك ديسينا في دور سوكا، دانتي باسكو كصوت زوكو، ماكو كما صوت أيرو، ودي برادلي بيكر كما صوت على حد سواء آبا ومومو. تشمل الشخصيات الداعمة الإضافية الأدميرال تشاو الذي عبر عنه جايسون إسحاق، وجيت التي عبر عنها كروفورد ويلسون.

## استقبال
أعرب نقاد الأفلام عن تقديرهم للموسم الأول من أفاتار: أسطورة آنغ لأنه جذب انتباه "جمهور خارج سوق الأطفال برسوم متحركة واضحة ورواية قصص متعددة الطبقات". في مجمع الاستعراضات روتن توميتوز، يقرأ الإجماع النقدي للموسم الأول، "مزيج رائع من السحر والفكاهة والمغامرة، الصورة الرمزية هي لعبة كلاسيكية فورية. بالنسبة لجودة الفيديو والصورة، يقول جورد لاسي من TVShowsOnDVD.com "الألوان مشرقة، والصورة خالية من العيوب تقريبًا". يقول لاحقًا في المراجعة أن "الصوت جميل جدًا، مع الكثير من التأثيرات الاتجاهية والإشارات الموسيقية الرائعة." أشادت كريستينا أوربان المقيمة في بارنز أند نوبل بالمزيج الرائع لهذا الموسم من "عناصر من الكونغ فو الصيني، والفلسفة التبتية، وأشكال فنون الدفاع عن النفس اليابانية، وحتى المعتقدات الروحية الهندوسية". وفقًا لآرون بينوم من AnimationInsider.net, "سجلت السلسلة مكاسب من رقمين على أساس سنوي في مايو". وقال أيضًا إن العرض احتل المرتبة الأولى لدى الأولاد الذين تتراوح أعمارهم بين 9 و 14 عاماً، وقد اجتذب العديد من الفئات العمرية والجنسية في مجموعته المكونة من 1.1. مليون مشاهد يشاهدون كل حلقة جديدة.
بالإضافة إلى ذلك، فاز الموسم بالعديد من الجوائز طوال فترة عرضه. خلال حفل توزيع جوائز آني السنوي الثالث والثلاثين، تم ترشيح العرض لجائزة «أفضل إنتاج تلفزيوني متحرك». بسبب حلقة «العرافة», تم ترشيح العرض لجائزة «الكتابة من أجل إنتاج تلفزيوني متحرك». بالنسبة إلى حلقة «الهارب», تم ترشيح الموسم وفاز بجائزة "Storyboarding in an Animated Television Production". خلال حفل توزيع جوائز Pulcinella لعام 2005, فاز الموسم بجائزة «أفضل مسلسل تلفزيوني أكشن ومغامرة» وجائزة «أفضل مسلسل تلفزيوني» للعام

## إصدارات DVD

### المنطقة 1
بدأ نيكلوديون إصدار أقراص DVD للموسم الأول في أمريكا الشمالية في 31 يناير 2006 بسلسلة من مجموعات الأقراص الفردية التي تحتوي على أربع حلقات لكل قرص. في وقت لاحق تم إصدار مجموعة الكتاب الأول الكاملة في 12 سبتمبر 2006 تحتوي على جميع الحلقات العشرين بالإضافة إلى الإضافات على ستة أقراص.

### المنطقة 2
بال إصدار إصدارات PAL لمجموعات وحدات التخزين أحادية القرص في 19 فبراير 2007, كما هو الحال مع أقراص DVD الأصلية للمنطقة 1 إن تي إس سي، تحتوي كل مجموعة على أربع حلقات لكل قرص. تم إصدار مجموعة الكتاب الأول الكاملة في 26 يناير 2009 تحتوي على جميع الحلقات العشرين على خمسة أقراص. تفتقر إصدارات المنطقة 2 هذه إلى مسارات التعليقات وإضافات DVD الأخرى الموجودة في إصدارات المنطقة 1.
| الصوت            | أقراص | الحلقات | يوم الاصدار    | يوم الاصدار    | يوم الاصدار   |
| الصوت            | أقراص | الحلقات | المنطقة 1      | المنطقة 2      | المنطقة 4     |
| ---------------- | ----- | ------- | -------------- | -------------- | ------------- |
| 1                | 1     | 4       | 31 يناير 2006  | 19 فبراير 2007 | 15 مارس 2007  |
| 2                | 1     | 4       | 28 مارس 2006   | 4 يونيو 2007   | 5 يوليو 2007  |
| 3                | 1     | 4       | 30 مايو 2006   | 3 سبتمبر 2007  | 13 مارس 2008  |
| 4                | 1     | 4       | 18 يوليو 2006  | 18 فبراير 2008 | 19 يونيو 2008 |
| 5                | 1     | 4       | 19 سبتمبر 2006 | 26 مايو 2008   | 5 مارس 2009   |
| مجموعة الألبومات | 6     | 20      | 12 سبتمبر 2006 | 26 يناير 2009  | 4 يونيو 2009  |

## فيلم التكيف
ذا لاست إيربندر هو فيلم حركة مباشر يستند إلى الموسم الأول من المسلسل التلفزيوني المتحرك وكان له إصدار مسرحي في 1 يوليو 2010. أخرج الفيلم إم. نايت شيامالان.